# Улица Малая Яблоновка
Улица Малая Я́блоновка — улица в историческом районе Яблоновка Красногвардейского административного района Санкт-Петербурга. Проходит от Уткина проспекта до Заневского проспекта вдоль реки Оккервиль.

## История
Названа 2 августа 2011 года по ныне не существующей улице. Её название было известно с начала XIX века по одноимённой деревне. Улица существовала до 1995 года и проходила от Уткина проспекта до Большой Яблоновки.

## Объекты
- Уткина дача (у примыкания к Уткину проспекту) — Уткин проспект, дом 2;
- Российский государственный исторический архив (у примыкания к Заневскому проспекту) — Заневский проспект, дом 36.